# Nevděk (Černíkov)
Nevděk je malá vesnice, část obce Černíkov v okrese Klatovy v Plzeňském kraji. Nachází se asi 5,5 kilometru jižně od Černíkova. Je zde evidováno 6 adres. V roce 2011 zde trvale žilo deset obyvatel.
Nevděk je také název katastrálního území o rozloze 1,77 km².

## Historie
První písemná zmínka o vesnici pochází z roku 1584.

## Obyvatelstvo
| Rok            | 1869 | 1880 | 1890 | 1900 | 1910 | 1921 | 1930 | 1950 | 1961 | 1970 | 1980 | 1991 | 2001 | 2011 | 2021 |
| -------------- | ---- | ---- | ---- | ---- | ---- | ---- | ---- | ---- | ---- | ---- | ---- | ---- | ---- | ---- | ---- |
| Počet obyvatel | 34   | 49   | 47   | 45   | 38   | 29   | 27   | 22   | 17   | 11   | 11   | 9    | 11   | 10   | 4    |
| Počet domů     | 7    | 7    | 7    | 7    | 6    | 6    | 7    | 6    | 6    | 6    | 4    | 6    | 5    | 6    | 6    |

## Obecní správa
Při sčítání lidu v letech 1850–1984 Nevděk byl osadou obce Slavíkovice v okrese Domažlice. Od 1. ledna 1985 je částí obce Černíkov v okrese Domažlice, ale od 1. ledna 2007 v okrese Klatovy.

## Galerie

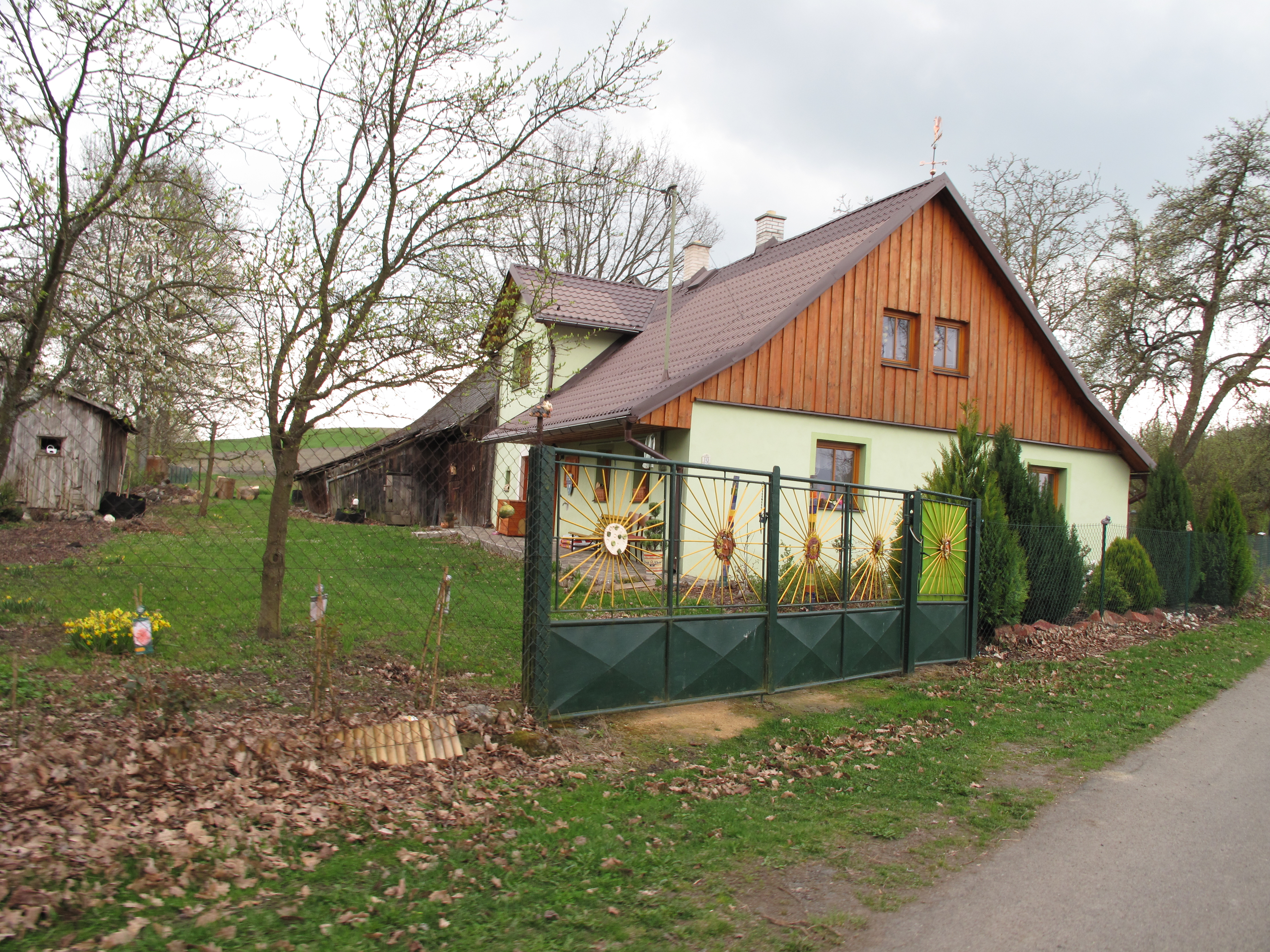
Místní dům
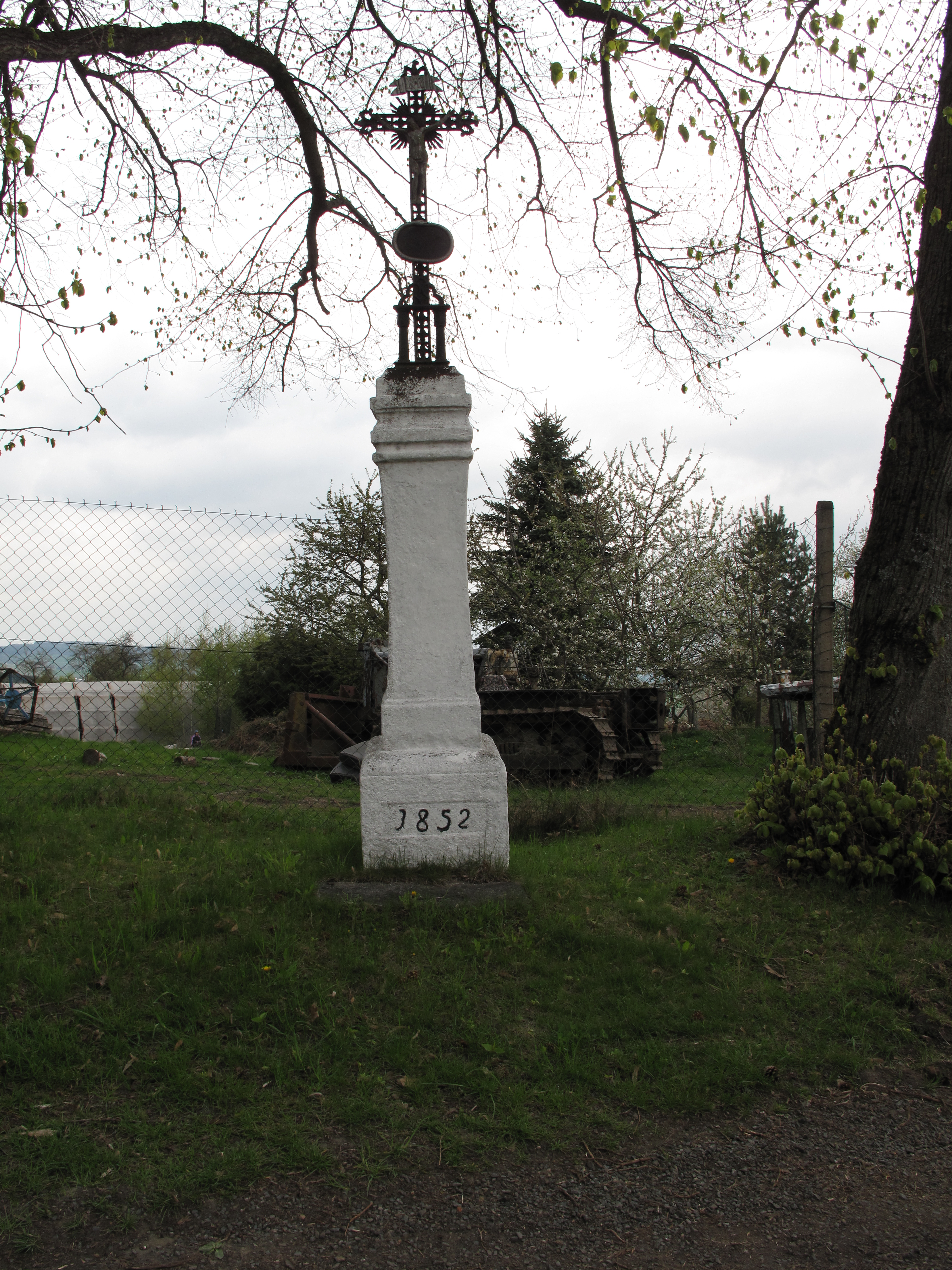
Kříž
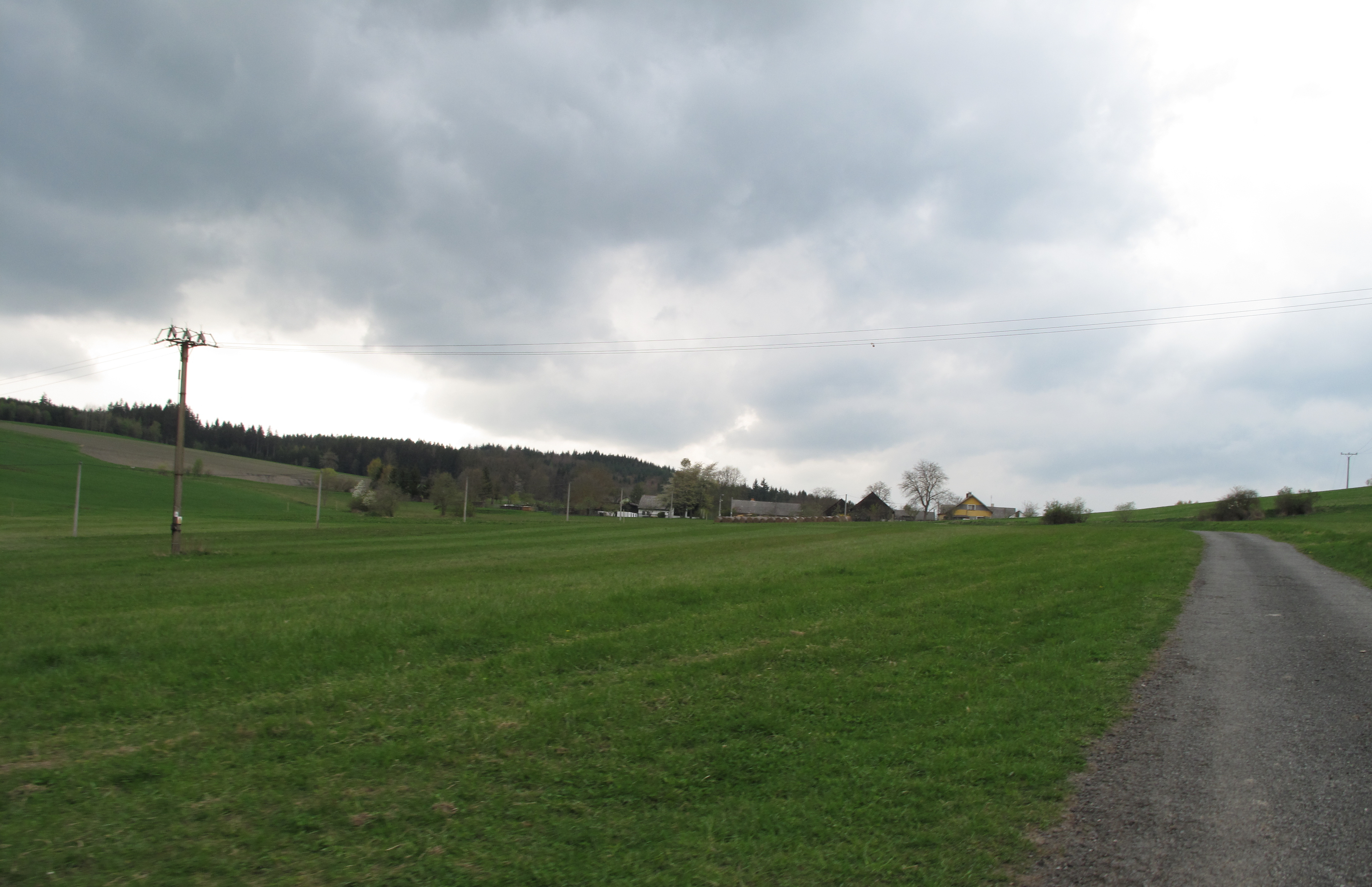
Louky u vsi